# Piotr Marniok
Piotr Marniok (ur. 27 lipca 1951, zm. 26 października 2017) – polski hokeista na lodzie, medalista mistrzostw Polski.

## Kariera sportowa
Był zawodnikiem Baildonu Katowice, z którym sięgnął po wicemistrzostwo Polski w 1972 oraz 1975 i brązowy medal mistrzostw Polski w 1973 oraz Polonii Bytom, z którą w 1981 wywalczył awans do ekstraklasy, a w 1983 zdobył wicemistrzostwo Polski.